# Urgleptes pallidulus
Urgleptes pallidulus är en skalbaggsart som först beskrevs av Bates 1885.  Urgleptes pallidulus ingår i släktet Urgleptes och familjen långhorningar.
Artens utbredningsområde är:
- Guatemala.
- Honduras.

Inga underarter finns listade i Catalogue of Life.